# Nearly Married (film 1914)
Nearly Married è un cortometraggio muto del 1914. Il nome del regista non viene riportato.

## Produzione
Il film fu prodotto dalla Essanay Film Manufacturing Company.

## Distribuzione
Distribuito dalla General Film Company, il film - un cortometraggio a una bobina - uscì nelle sale cinematografiche USA il 28 gennaio 1914.
Il film viene citato in Moving Picture World del 24 gennaio 1914.